# Microtus montebelli
Microtus montebelli är en däggdjursart som först beskrevs av Milne-Edwards 1872.  Microtus montebelli ingår i släktet åkersorkar och familjen hamsterartade gnagare. Inga underarter finns listade i Catalogue of Life.
Denna gnagare förekommer i Japan. Den lever i låglandet och i bergstrakter. Arten vistas i naturliga barrskogar eller i barrträdodlingar, på betesmarker, på risfält och annan odlingsmark samt intill vattendrag.
Hanar är ungefär 10 procent längre och 40 procent tyngre än honor.
Honor föder sina ungar efter 20 till 22 dagar dräktighet och per kull föds upp till 6 ungar (vanligen 4). Nyfödda ungar väger nästan 3 g. Ungarna föds nakna och blinda. De öppnar sina ögon efter cirka 8 dagar och den första pälsen är utvecklad efter nästan 10 dagar. Ungefär samtidig börjar ungarna med fast föda. De flesta ungar diar sin mor upp till 14 dagar. Enskilda ungar får upp till 20 dagar di. De första framtänderna är synliga efter 6 dagar.
För beståndet är inga hot kända. Hela populationen anses vara stabil. IUCN kategoriserar arten globalt som livskraftig.